# Juca Abdalla
José João Abdalla Filho, ou Juca Abdalla (São Paulo, 30 de maio de 1945), é um banqueiro, especulador financeiro e político brasileiro, filho do industrialista J.J. Abdalla e Rosa Abdalla. De ascendência libanesa, formou-se em Economia pela Universidade Presbiteriana Mackenzie em São Paulo. É dono do Banco Clássico além de diversos propriedades imobiliárias no Brasil, principalmente ao longo da Rodovia Ayrton Senna. Notabilizou-se por ter recebido a maior indenização já paga por desapropriação de imóvel no Brasil quando o Governador de São Paulo, Orestes Quércia, desapropriou uma área de 750.000 metros quadrados no bairro de Pinheiros. Trata-se de um terreno onde se localiza hoje o Parque Villa-Lobos, desapropriado pelo governo do estado de São Paulo por 2,5 bilhões de reais, pagos em dez parcelas anuais começando em 2003.
Através do Banco Clássico, é acionista majoritário em diversas empresas estatais (por meio do Fundo Banclass ou do Fundo de Investimentos e Ações Dinâmica Energia ) sendo dono de 4% da Petrobras, 10% das Companhias Elétricas Cemig e Tractebel além de 6,32% da Eletrobrás e 9,94% da Kepler Weber. 
De acordo com a Revista Forbes,seu patrimônio é avaliado em U$S 3,3 bilhão (2019), posicionado como 7º mais rico do Brasil.
Filiou-se ao PMN e concorreu a uma vaga de suplente ao senado pelo estado de Roraima nas eleições de 2006, na chapa encabeçada por Teresa Surita, porém acabou derrotado.